# Циклопы (отряд)
Циклопы (лат. Cyclopoida) — отряд мелких планктонных ракообразных из подкласса веслоногих (Copepoda).

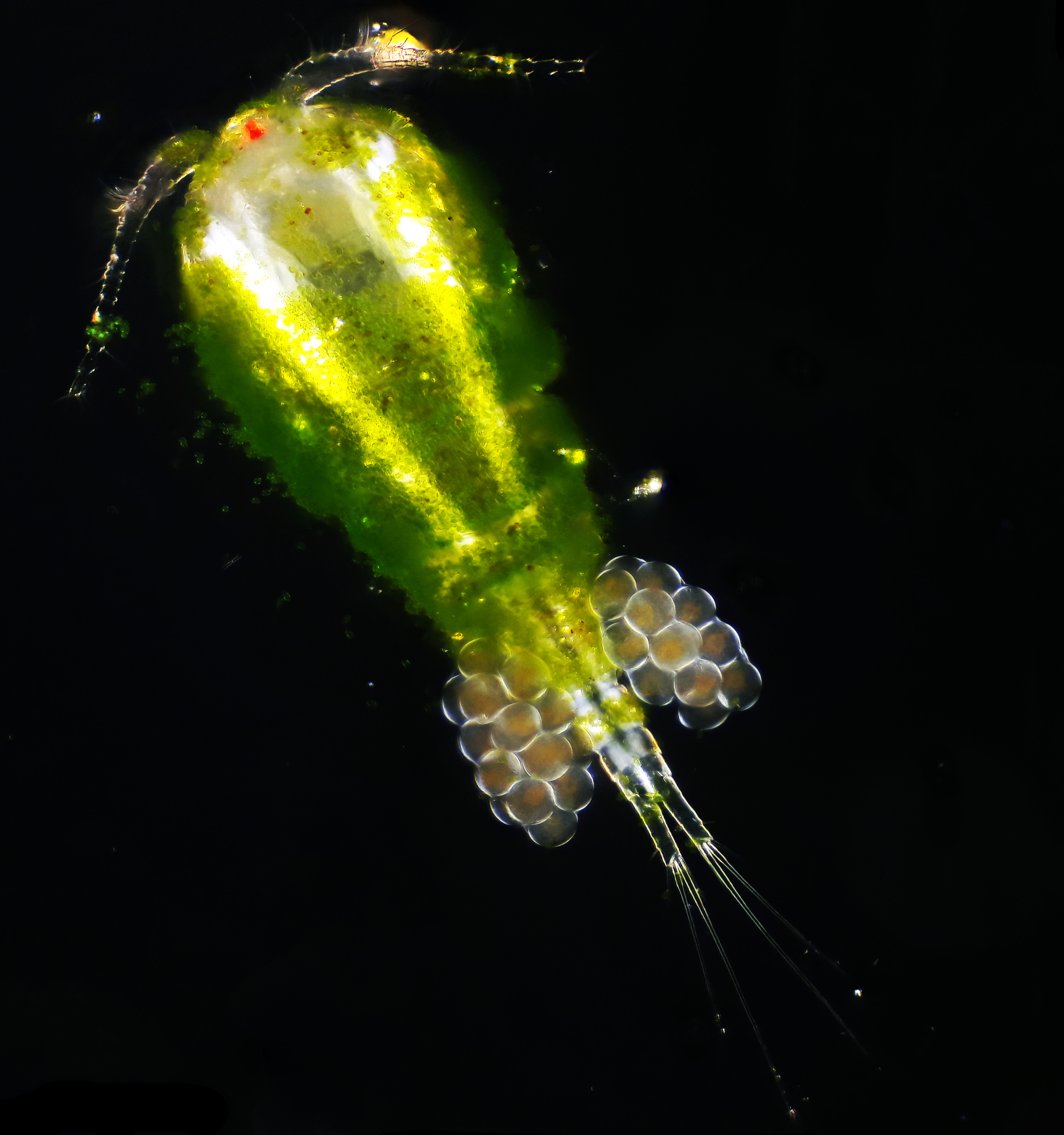
Самка циклопа с двумя яйцевыми мешками по бокам брюшка

## Описание
От микроскопических размеров (менее 1 мм) до крупных (до 8 мм) уплощенных видов рода Sapphirina. Важнейший компонент зоопланктона морей и континентальных водоемов, больше всего видов — в пресных водах. Брюшко более узкое, чем грудь, у самки по бокам брюшка — два яйцевых мешка, образованных склеенными яйцами. Обладают способностью быстро передвигаться прыжками в результате одновременных взмахов четырёх пар грудных ножек, каждый из которых длится менее 0,017 с. Встречаются почти повсеместно， причём могут появляться в недавно заполненных водой водоёмах, в том числе лужах, поскольку переносят высыхание и легко переносятся ветром в виде цист. Хищные питаются олигохетами, мотылями, различными рачками, коловратками; пища растительноядных, чаще всего, зелёные нитчатые водоросли, но также перидинеи, диатомеи, сине-зелёные водоросли. Могут служить пищей многим рыбам и их молоди, но, также способствуют заражению человека некоторыми паразитическими червями, в первую очередь широким лентецом (Dibothriocephalus latus) и риштой (Dracunculus medinensis).
Вид Speleoithona bermudensis включён в Красную книгу МСОП.

## Систематика
15 семейств. Иногда также выделяют семейства Catlaphilidae Tripathi, 1960,Grandiunguidae Pearse, 1852 и Psammocyclopinidae Martínez Arbizu, 2001.
- Archinotodelphyidae Lang, 1949
- Ascidicolidae Thorell, 1860
- Buproridae Thorell, 1859
- Chordeumiidae Boxshall, 1988
- Cucumaricolidae Bouligand et Delamare-Deboutteville, 1959
- Cyclopidae Dana, 1846
- Cyclopinidae Sars, 1913
- Fratiidae Ho, Conradi et López-González, 1998
- Lernaeidae Cobbold, 1879
- Mantridae Leigh-Sharpe, 1934
- Notodelphyidae Dana, 1852
- Oithonidae Dana, 1852
- Ozmanidae Ho et Thatcher, 1989
- Speleoithonidae da Rocha et Iliffe, 1991
- Thaumatopsyllidae Sars, 1913